# Lonchaea fraxina
Lonchaea fraxina is een vliegensoort uit de familie van de Lonchaeidae. De wetenschappelijke naam van de soort is voor het eerst geldig gepubliceerd in 2000 door MacGowan & Rotheray.